# Коста Качаунов
Коста Качаунов (на гръцки: Κώστας Κατσαούνωφ) е български революционер, деец на „Охрана“ по време на Втората световна война.

## Биография
Коста Качаунов е роден в костурското село Четирок, тогава в Османската империя. След окупацията на Гърция от силите на Оста през Втората световна война се присъединява към доброволческите отряди „Охрана“ в началото на 1944 година и застава начело на чета, въоръжена от германците.
На 26 май или на 5 юни 1944 година четата на Коста Качаунов е заловена край село Турие от отряд еласисти.
На 28 май или в началото на юни Георгиос Янулис, командир на отряд на ЕЛАС, заповядва 31 души да бъдат разстреляни или заклани между Кономлади и Бабчор. Това са войводата Коста Качаунов, Георги Жабьов, Христо Юруков, Наум Шопов, Стерьо Аргиров, Коста Чакъров, Ване Аргиров, Кузман Мегов, Коле Мегов, Кольо Папучов, Аргир Апулчев, Вангел Дельов, Коста Мельов, Вангел Кръстев, Васил Марков, Стасе Марков, Вангел Папрашчаров, Паскал Папрашчаров, Вангел Ленов, Пандо Доров, Мите Цапелов, Насо Цапелов, Михали Михайлов, Толе Колиманов, Васил Кръстев, Васил Дельов, Лазо Карацулев, Сотир Качаунов и Ставро Докулев.
За семейството на Коста Качаунов са отпуснати 9 000 лева от специален фонд.